# Budapesti Értéktőzsde
A Budapesti Értéktőzsde (BÉT), angolul: Budapest Stock Exchange (BSE) a második legnagyobb tőzsde Közép- és Kelet-Európában piaci kapitalizáció és likviditás alapján, a nyilvánosan kibocsátott magyar értékpapírok hivatalos kereskedési helye. Székhelye a Krisztina körúton, Budapesten található, a Magyar Nemzeti Bank budai központjában, az I. kerületben. Korábban, 1905-től kezdve az Osztrák–Magyar Monarchia idején a Szabadság téri Tőzsdepalotában székelt az intézmény, és a nyilvános kikiáltásos kereskedés is itt folyt. A tőzsde jelenleg a tőzsdén jegyzett vállalatok, magyar magánbefektetők és a Magyar Nemzeti Bank tulajdonában van. A Budapesti Értéktőzsde tagja a Tőzsdék Világszövetségének, illetve az Európai Értéktőzsdék Szövetségének is.
A Budapesti Értéktőzsdén zajlik a magyar értékpapírpiaci kereskedés teljes volumene és a Közép- és Kelet-Európai forgalom egy jelentős része is. A tőzsde 2007-ben határozott a nyílt kikiáltásos kereskedés megszüntetéséről, azóta kizárólag elektronikus platformon keresztül lehet kereskedni, amely jelenleg a Xetra rendszert jelenti. A Xetra rendszerben jegyzett részvények árfolyama jelenti a referenciaárat a magyar tőkepiac számára, illetve a legismertebb magyar tőzsdeindex, a BUX kalkulációja is ez alapján történik. A Xetra 60 százalékos piaci részesedéssel rendelkezik a teljes európai piacon, több mint 230 kereskedőház rendelkezik közvetlen tagsággal 18 európai országból ezen a kereskedési platformon, továbbá Hongkongból és az Egyesült Arab Emírségekből is csatlakoznak hozzá befektetési szolgáltatók. A BÉT platformján munkanapokon 9:00-től 17:00 óráig tart a tőzsdei kereskedés, amit egy záróaukciós szakasz követ 17:00–17:05 között, majd utókereskedési szakasz következik 17:05 és 17:20 között. A BÉT-en van lehetőség a piac nyitása előtt is árat jegyezni 08:15 és 08:30 között, amit a nyitóaukciós szakasz követ 08:30-tól egészen az éles tőzsdei kereskedés 09:00 órai nyitásáig.

## A BÉT története

### 1864–1914: Tőzsde születik
A magyar tőzsde 1864. január 18-án kezdte meg működését Pesten, a Pesti Lloyd Társulat Duna-parti székházában. A tőzsdét előkészítő bizottságot Kochmeister Frigyes vezette, akit a tőzsde első elnökévé (1864–1900) is választottak. Az intézmény először értékpapírtőzsdeként jött létre, de négy évvel később magába olvasztotta a gabonakereskedelem központját, a Gabonacsarnokot, felvette a Budapesti Áru- és Értéktőzsde (BÁÉT) nevet, és ezen a néven 80 éven át Európa egyik vezető tőzsdéjeként működött. A tőzsde indulásakor, 1864-ben 17 részvényt, egy záloglevelet, 11 külföldi pénznemet és 9 váltót jegyeztek. Néhány álmos év után az igazi fellendülés 1872-ben jött el. Ebben az évben 15 ipari és 550 pénzintézeti részvénytársaság alapszabályát hagyta jóvá a kereskedelmi miniszter, majd papírjaikat bevezették a tőzsdére.
A pesti tőzsde 1873-ban elköltözött; 1905-ig új székhelyét a Wurm (ma: Wekerle Sándor) és Mária Valéria (ma: Apáczai Csere János) utca sarkán található épületbe tette át, majd ezt követően a Szabadság téri Tőzsdepalotába vándorolt (1905–1948, egykori MTV-székház, majd egy kanadai befektetőtársaság tulajdona).
Az első igazi tőzsdekrach 1873 májusában rázta meg a pesti tőzsdét. A tőzsdeválság után másfél évtizednek kellett eltelnie, mire a hazai befektetők újra hajlandóak voltak részvényeket vásárolni.
A kilencvenes évek elején ismét látványos periódus következett, ami egyrészt a millenniumi éveket jellemző általános beruházási lázzal, másrészt a nemzetközi tőzsdei trendekkel függött össze. A magyar tőzsde nemzetközi jelentőségét mutatja, hogy 1889-től a budapesti jegyzéseket Bécsben, Frankfurtban, Londonban és Párizsban is közölték. A kilencvenes évektől a magyar államkötvények rendszeres szereplői voltak a londoni, párizsi, amszterdami és berlini börzéknek. A kapcsolattartás fő eszköze ezekben az években már az új találmány: a telefon volt.
A századfordulón 310, az első világháború kezdetekor már csaknem 500-féle értékpapírral kereskedtek a tőzsdén; az éves forgalom 1913-ban elérte az egymillió darabot, a Budapesti Giro- és Pénztáregylet forgalma pedig 2,7 milliárd koronára rúgott. Eközben a gabonaforgalom is dinamikusan bővült: az 1875-ös évi 400 ezer tonna után a századfordulón már egymillió, a világháború előtt csaknem másfél millió tonna gabona fordult meg a tőzsdén. A BÁÉT ezzel Európa vezető gabonatőzsdéjének számított.

### 1914–1948: Világháborútól világháborúig
Az első világháború Európa számos országához hasonlóan Magyarországon is a tőzsde bezárását hozta 1914. július 27-én, ám ez a kereskedésnek nem vethetett gátat. Az alkuszok a háború alatt is folytatták az üzletelést, a részvényárak pedig 1914-től masszív emelkedést mutattak. 1918-ban már 7,2 millió papír cserélt gazdát.
A világháborút követően kialakuló vágtató inflációs környezet rendkívüli magasságokba emelte a tőzsdei forgalmat, amelynek csak az új pénznem, a pengő 1925-ös bevezetése vetett véget. Az 1929. októberi New York-i tőzsdekrach előtt egy rövid periódustól eltekintve a magyar tőzsde pangott. 1931. július 14-én a BÁÉT-et ismét bezárták az előző nap elrendelt német bankzárlat és a kontinens bankjainak többségére kiterjedő pénzügyi összeomlás miatt. A hivatalos forgalom csak 1932 áprilisában indult meg, először a kötvények, majd a 18 legnagyobb forgalmú részvény kereskedésével. A fellendülés csak a válságból való kilábalás után, 1934-ben kezdődött meg, majd 1936-ban tetőzött.
Magyarország második világháborús hadba lépése a tőzsdén soha nem látott mértékű hosszt indított el, különösen a nehézipari, hadiipari papírok kurzusa emelkedett több száz százalékkal. 1942-ben a kormány megszigorította a BÁÉT alapszabályát, megtiltotta a részvények magánforgalmát, bejelentési kötelezettséget írt elő a részvényportfóliókra és maximálta a napi árfolyam-elmozdulást. A tőzsde azonban egészen Budapest ostromának kezdetéig, 1944. december közepéig működhetett.
A II. világháborút követő hiperinfláció idején élénk magánforgalom, valóságos valuta- és aranytőzsdei kereskedés zajlott, részben a romos tőzsdeépületben, részben pedig a környező kávéházakban. A tőzsdét hivatalosan 1946 augusztusában, a forint augusztus 1-jei bevezetésekor nyitották meg ismét. Mivel a korábban kibocsátott, koronában és pengőben jegyzett kötvényekre senki sem teljesített kifizetéseket, a részvénytársaságok pedig a háborús veszteségek miatt nem fizettek osztalékot, az árfolyamok rendületlenül estek. Végül két hónappal a magyar ipar nagyobbik részét érintő államosítás után, 1948. május 25-én a kormány hivatalosan is feloszlatta a Budapesti Áru- és Értéktőzsdét, annak a Szabadság téri épületben megtestesülő vagyonát pedig állami tulajdonba vette.

### 1990-től napjainkig: Újjászületés
A Budapesti Értéktőzsde történetének első hivatalos mérföldköve az 1989 októberében hozott kormánydöntés, amely zöld jelzést adott az értékpapírtörvény elkészítésének. A törvényjavaslat 1990 januárjában került a parlament elé és március 1-jével lépett érvénybe. A hatálybalépéssel egyidejűleg tűzték ki június 21-ére a Budapesti Értéktőzsde alakuló közgyűlését, amely eredményeként még aznap, 1990. június 21-én újra megnyitotta kapuit a Tőzsde. A 41 alapító taggal és egyetlen bevezetett részvénnyel, az IBUSZ-szal sui generis (önálló jogi személy) szervezetként létrejött Budapesti Értéktőzsde életében meghatározó szerepet játszott az alapítással egy időben kezdődött magyarországi privatizáció. Bár a nagyobb állami cégek értékesítése gyakran stratégiai befektetők bevonása révén történt, különösen a kilencvenes évek elején számos vezető magyar társaság (így például az IBUSZ, a Skála-Coop, a MOL, az OTP Bank, a Matáv (ma Magyar Telekom), a Domus, a Globus, és a Richter Gedeon Nyrt. magánosításában játszott a tőzsde jelentős szerepet.
Az évek során a BÉT működési feltételei, szervezete, funkciója is sokat változott. Az első kereskedési terem a Váci utcai Trade Centerben volt, ezt követően 1992-ben került át a Tőzsde az V. kerületi, Deák Ferenc utca 5. szám alatti patinás épületbe, ahol tizenöt évig zajlott a kereskedés. 2007 márciusában a BÉT 1990-es újraalapítása óta harmadik székhelyére költözött, az Andrássy úti, egykori Herzog-palotába. 2015 februárjától 2022 februárjáig a Budapesti Értéktőzsde a főváros pénzügyi központjában, a történelmi Tőzsdepalota szomszédságában elhelyezkedő Bank Centerben működtette a parkettet. A BÉT jelenleg a Magyar Nemzeti Bank Budai Központjában, a Krisztina körúton üzemel.
Az azonnali piacot tekintve a tőzsdetermi, nyílt kikiáltásos kereskedés – részleges elektronikus támogatással 1995-ig működött a BÉT-en. Ekkortól már az értékpapírok kereskedése mind a kereskedési teremben, mind távkereskedési rendszerben folyt egészen 1998 novemberéig, amikor az új, immáron teljes mértékben távkereskedési rendszer, a MultiMarket Trading System-et (MMTS) bevezették. 1999 szeptemberében indult el a határidős piac elektronikus távkereskedési platformja.
A BÉT származékos piaca 1995 óta áll a befektetők rendelkezésére, ahol határidős és opciós kontraktusok kereskedésére van lehetőség. BUX kontraktussal a határidős piac indulásától, 1995. március 31. óta lehet kereskedni. A BÉT 1998 júliusában – a világon elsők között – vezette be az egyedi részvényeken alapuló kontraktusait, az opciós piac, a szabványosított termékek újabb köre jelent meg 2000 februárjában és 2004. szeptember 6-án megindult a második index alapú termék, a BUMIX kontraktus kereskedése is.
A versenyképesség megőrzése és erősítése érdekében 2002 áprilisában az új tőzsdetanács a tizenkét év önálló jogi személyi lét után a gazdasági társasági forma mellett döntött. Két és fél hónappal később, 2002. július elsejével megalakult a Budapesti Értéktőzsde Részvénytársaság (2006 áprilisától: Zártkörűen Működő Részvénytársaság). A tőzsdetanács, a tőzsdetitkárság helyébe az igazgatóság, részvénytársaság ügyvezetősége lépett.
A tőzsde életében a 2004-es év meghatározó eseményeket hozott. Jelentős átrendeződés zajlott a BÉT tulajdonosi szerkezetében, aminek nyomán tőkeerős osztrák bankok, valamint a Wiener Börse és az Österreichische Kontrollbank AG vásárolta meg a tőzsde többségi részesedését.
A Budapesti Értéktőzsde és a Budapesti Árutőzsde tevékenységének integrációja révén, 2005. november 2. óta árupiaci kereskedelem is folyik a BÉT-en. A Budapesti Árutőzsde 1989-ben indult útjára, amikor is egy minimális alaptőkével rendelkező gazdasági társaság (az Árutőzsde Kft.) a határidős ipar intézményes hátterének megteremtésére vállalkozott Magyarországon. 1994-ben a Parlament elfogadta az árutőzsdéről és az árutőzsdei ügyletekről szóló törvényt. 1995 végére a BÁT a világ legjelentősebb 35 tőzsdéje közé került. Jelentős változásokat hozott a 2002-ben elfogadott egységes tőkepiaci törvény, amely előírásainak megfelelően a Budapesti Árutőzsde 2003. május 20-án részvénytársasággá alakult. A tulajdonosi kör jelentős átalakulását követően, több hónapos előkészítő munka után 2005. november 2-án a BÁT piacait sikeresen integrálta a Budapesti Értéktőzsde Zrt., majd 2006-ban – 17 évvel a megalakulását követően – a BÁT végelszámolással megszűnt.
A Budapesti Értéktőzsde 2010-től volt tagja a CEESEG AG Holdingnak, amelynek további tagjai voltak a bécsi, ljubljanai és prágai tőzsde.
Az MNB 2015. november 20-án adásvételi szerződést kötött az értéktőzsdében addig 68,8 százalékos tulajdonnal bíró osztrák CEESEG AG Holdinggal és az Österreichische Kontrollbank AG-vel. A tranzakcióval az MNB a Budapesti Értéktőzsde minősített többségi tulajdonosává vált.
A Budapesti Értéktőzsde 2017-ben új piacot indított BÉT Xtend néven közepes méretű vállalkozások számára. Ezt megtámogatólag jött létre a Nemzeti Tőzsdefejlesztési Alap, amely 2018 óta magánbefektetőkkel karöltve nyújt közösen tőkét olyan vállalkozásoknak, melyek vállalják a BÉT Xtend piacon való tőzsdei részvénykibocsátást.
2019-ben a Magyar Nemzeti Bank által meghirdetett Növekedési Kötvényprogramhoz kapcsolódóan elindult a BÉT másodpiaci szegmense, a BÉT Xbond, amely alternatív kereskedési platformot kínál a kötvénykibocsátást tervező vállalatok számára.
A Budapesti Értéktőzsde a már korábban megkezdett, hazai tőkepiac-fejlesztési törekvéseit a 2021-ben közzétett, a 2021-2025 közötti időszakra vonatkozó stratégiájában ismertette. Eszerint a BÉT célja továbbra is az, hogy a tőkepiacok Magyarországon betöltött szerepét növelje, valamint a fenntarthatósági szempontok figyelembevételével támogassa a vállalatok növekedését és versenyképességét, biztosítva ezzel a magyar háztartások gyarapodását.
A Budapesti Értéktőzsde 2023. június 21-én, újraalapításának 33. évfordulóján a BÉT Standard kategóriájába lépett. A tőzsdei megjelenés célja a nyilvános működés előnyeinek népszerűsítése a hazai középvállalatok körében, a tulajdonosi célok és a Tőzsde nemzetközi törekvéseinek támogatása mellett.

## A tőzsde elnökei
| Hivatali idő kezdete | Hivatali idő vége | Név                              |
| -------------------- | ----------------- | -------------------------------- |
| 1990. április        | 1995. február     | Bokros Lajos                     |
| 1995. február        | 1995. április     | Czirják Sándor (ügyvezető elnök) |
| 1995. április        | 1996. június      | Száz János                       |
| 1996. június         | 1998. június      | Járai Zsigmond                   |
| 1998. június         | 1998. szeptember  | Lotfi Farbod (ügyvezető alelnök) |
| 1998. szeptember     | 2002. április     | Simor András                     |
| 2002. április        | 2004. június      | Jaksity György                   |
| 2004. június         | 2008. június      | Szalay-Berzeviczy Attila         |
| 2008. december       | 2011. szeptember  | Patai Mihály                     |
| 2011. november       | 2015. december    | Michael Buhl                     |
| 2015. december       | 2017. március     | Nagy Márton                      |
| 2017. március        | 2019. május       | Végh Richárd                     |
| 2019. május          | 2023. december    | Patai Mihály                     |
| 2023. decembertől    |                   | Virág Barnabás                   |

## A BÉT tőzsdeindexei
A tőkepiaci folyamatok jelzésére jött létre a Budapesti Értéktőzsde hivatalos részvényindexe, a BUX index, a BÉT közepes és kis kapitalizációjú részvényeinek indexe, a BUMIX, a közép európai blue chip index, a CETOP, valamint a BÉT XTEND piacának kis- és középvállalatait tömörítő XTEND.
A hazai részvényindexek (BUX, BUMIX) a BÉT-en jegyzett részvények árainak alakulását sűrítik egy-egy mutatószámba. A regionális blue-chip index (CETOP) a legnagyobb tőkeértékű és forgalmú közép-európai vállalatok részvényeinek teljesítményét tükrözi. Az XTEND index a Budapesti Értéktőzsde Xtend multilaterális kereskedési platformjára (MTF) bevezetett kis- és középvállalkozások (KKV) részvényeinek teljesítményét tükrözi.

## A tőzsde jelenlegi igazgatósága
2025. május 1-től:
| Virág Barnabás        | elnök |
| Tóth Tibor            | tag   |
| dr. Bacsa György      | tag   |
| Bánfi Attila          | tag   |
| Kurali Zoltán         | tag   |
| Kuti Zsolt            | tag   |
| dr. Tóth Attila Simon | tag   |

## Tőzsdei Tanácsadó Testület (TTT)
A 12 fős Tőzsdei Tanácsadó Testület (TTT) 2016-ban alakult, feladata a BÉT stratégiai és üzleti döntéseinek előkészítése, megalapozása és véleményezése.
| A Testület tagjai      |                                                                   |
| dr. Hardy Ilona, elnök | Aranykor Önkéntes Nyugdíjpénztár                                  |
| dr. Bánfi Tamás        | Budapesti Corvinus Egyetem                                        |
| Cselovszki Róbert      | Erste Befektetési Zrt.                                            |
| Hegyi Ádám             | K&H Bank Zrt.                                                     |
| Jaksity György         | Concorde Értékpapír Zrt.                                          |
| Járai Zsigmond         | MOL Nyrt.                                                         |
| Nagy Kálmán            | Concorde MB Partners                                              |
| dr. Nemescsói András   | DLA Piper Hungary                                                 |
| Orbán Gábor            | Richter Gedeon Nyrt.                                              |
| Szécsényi Bálint       | Equilor Befektetési Zrt.                                          |
| Vízkeleti Sándor       | Befektetési Alapkezelők és Vagyonkezelők Magyarországi Szövetsége |
| Zsembery Levente       | Lamassu Capital                                                   |